# آنیانا

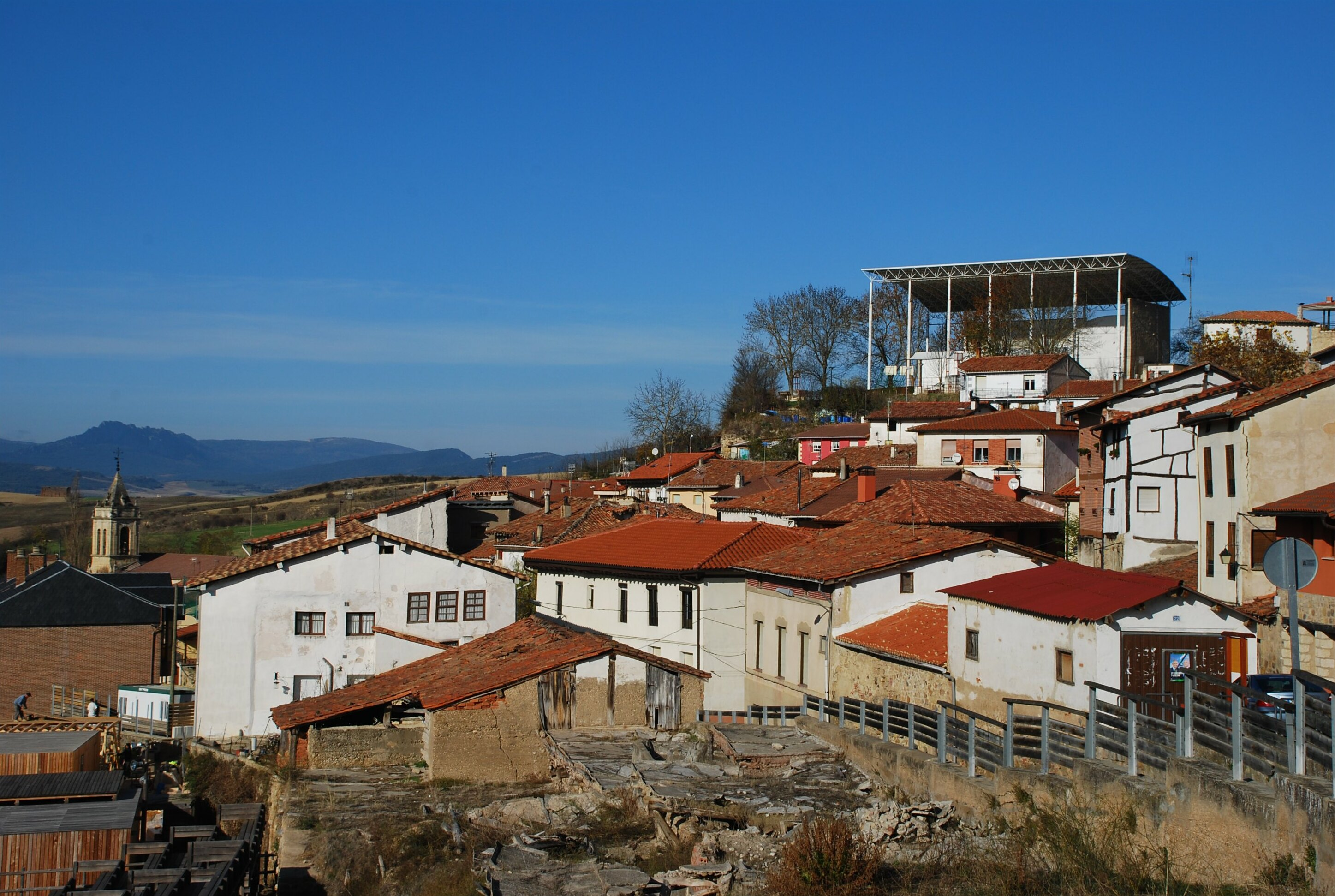
نمایی از دهستان آنیانا در استان آلابای اسپانیا - ۲۰۱۰

آنیانا دهستانی در استان آلابای اسپانیا است.
در این دهستان ۱۸۲ نفر زندگی می‌کنند. مساحت این دهستان ۲۲ کیلومتر مربع است.